# 小笠原幹
小笠原 幹（おがさわら かん、1826年1月24日〈文政8年12月17日〉 - 1894年〈明治27年〉3月9日）は、幕末の福井藩士。明治時代の官吏。笠松県知事。宮城県仙台区長。幼名幹吾、のち主殿介。旧姓は牧野。

## 経歴
父は主殿。1845年（弘化2年）家督を相続し、横井小楠に学んだ。大番頭に進み軍制を改革し、農兵隊を組織した。幕末期には一時、田内源介と名乗った。
維新期に入ると内田盛徳と名乗り、1868年（慶応4年5月）笠松県知事に任ぜられるが病により辞し、翌1869年（明治2年）には福井県大参事となり、1871年（明治4年）大蔵省七等出仕、秋田県、1871年（明治4年）11月、入間県各権令を経て、1879年（明治12年）7月、宮城県名取郡長、1885年（明治18年）1月に仙台区長に就任し、奏任官に列した。1886年（明治19年）8月、官を辞して東京に移り、1893年（明治26年）8月には姓を牧野に復した。